# Albert Heijn (1927)

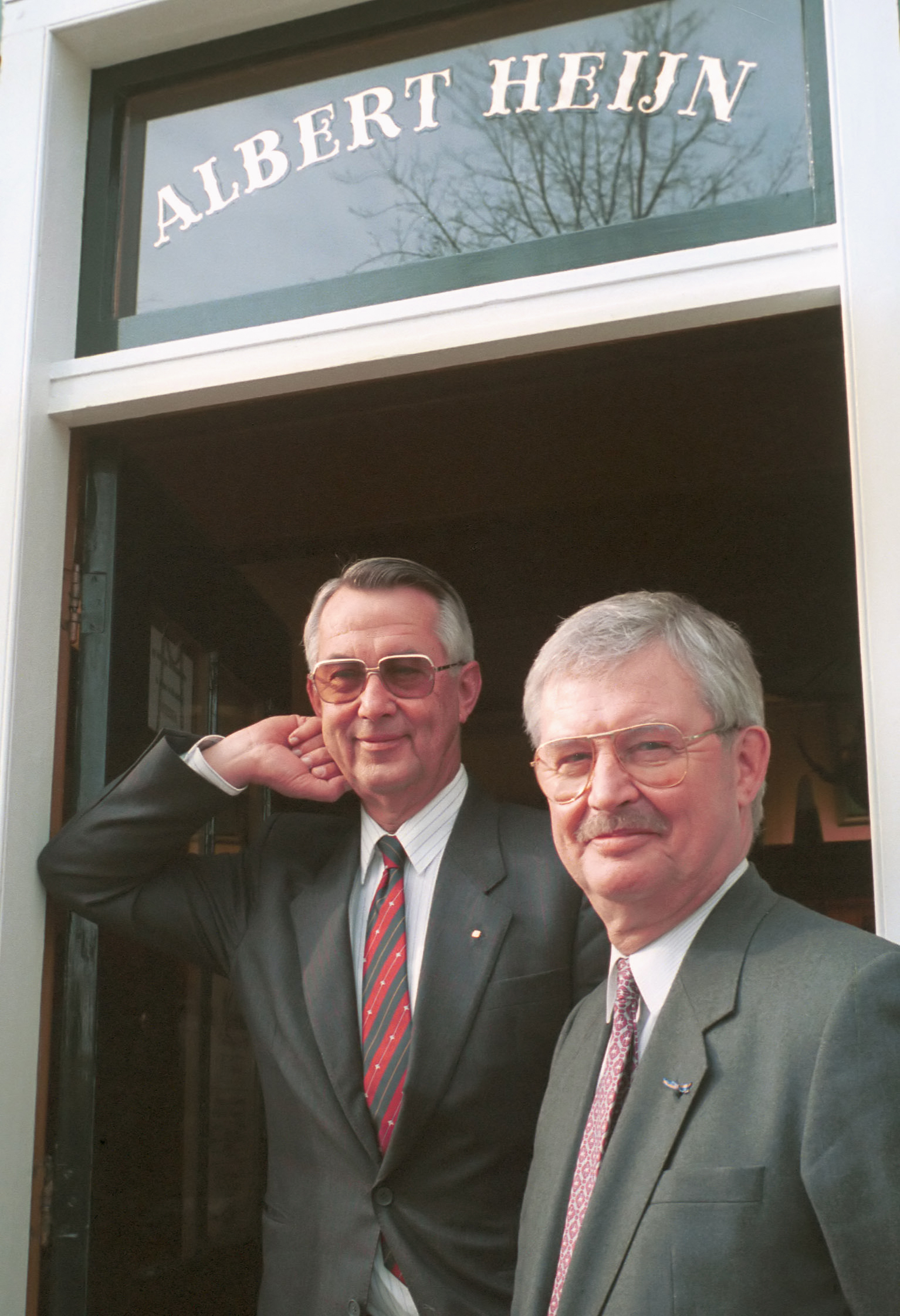
Albert (r.) en Gerrit Jan voor het Albert Heijn Museum aan de Zaanse Schans

Albert (Ab) Heijn (Zaandam, 25 januari 1927 – Hereford, 13 januari 2011) was een Nederlands ondernemer, grootaandeelhouder en voorzitter van de raad van bestuur van Ahold. Hij werd als voorzitter opgevolgd door Pierre Jean Everaert. 

## Levensloop
Albert Heijn was de kleinzoon van zijn naamgenoot Albert Heijn (1865-1945), die destijds met één enkele kruidenierswinkel in Oostzaan begon. Zijn ouders zetten door middel van uitbreiding in de vorm van meerdere winkels, de eerste stappen op weg naar de huidige keten van supermarkt-winkels met die naam. De jonge Albert doorliep een aantal functies in het bedrijf, en was in 1955 als onderdirecteur marketing nauw betrokken bij de opzet van het klantenmagazine Allerhande. In 1962 werd hij voorzitter van de raad van bestuur. Deze functie bekleedde hij ook na de oprichting van Koninklijke Ahold in 1973 tot en met 1989. In 1989 kreeg hij de Sydney R. Rabb Award van de Food Marketing Institute uitgereikt, waarmee hij de eerste niet-Amerikaan was die deze prijs won.
Albert is de broer van Gerrit Jan Heijn, destijds eveneens bestuurder en grootaandeelhouder, die bij een ontvoering in september 1987 het leven liet. Albert Heijn was bij zijn overlijden woonachtig op zijn 19e-eeuwse kasteel Pudleston Court in Engeland en formeel op geen enkele wijze meer betrokken bij de gelijknamige supermarktketen. Hij werd 83 jaar oud.

### Dienstverloop binnen AH
In dienst bij Albert Heijn NV 1949-1951; manager Ontwikkeling Zelfbediening 1951-1953; directeur Marketing 1953-1958; president Albert Heijn Detailbedrijf 1958-1962; voorzitter raad van Bestuur Albert Heijn NV (nu Koninklijke Ahold Delhaize NV) 1962-1989.

## Onderscheidingen
- Commandeur in de Orde van Oranje-Nassau
- Ridder in de Orde van de Nederlandse Leeuw
- Commandeur in de Orde van Leopold II

## Biografisch portret
- A.C.W. van der Vet, Per slot van rekening. A.C.W. van der Vet interviewt zes ondernemers over hun levenswerk: Willem Bruynzeel, Huub van Doorne, Albert Heijn, Pijl Kroese, Johannes Meynen en Helmich Weidema (Rotterdam/Den Haag 1969) 57-81
- J.L. de Jager, Arm en rijk kunnen bij mij hun inkopen doen. De geschiedenis van Albert Heijn en Koninklijke Ahold (Baarn 1995)
- J.L. de Jager, Albert Heijn. De memoires van een optimist (Baarn 1997)
- ANP Bio's, 'A. Heijn' (versie 24 april 2001)